# キアラモンテ・グルフィ
キアラモンテ・グルフィ（イタリア語: Chiaramonte Gulfi, シチリア語: Ciaramunti）は、イタリア共和国シチリア州ラグーザ県にある、人口約8,100人の基礎自治体（コムーネ）。

## 地理

### 位置・広がり

#### 隣接コムーネ
隣接するコムーネは以下の通り。括弧内のCTはカターニア県所属を示す。
- アーカテ
- コーミゾ
- リコディーア・エウベーア (CT)
- マッツァッローネ (CT)
- モンテロッソ・アルモ
- ラグーザ
- ヴィットーリア

## 行政

### 分離集落
キアラモンテ・グルフィには、以下の分離集落（フラツィオーネ）がある。
- Piano dell'acqua, Sperlinga, Roccazzo